# Сотник Іван Андрійович
Іва́н Андрі́йович Со́тник (нар. 18 серпня 1987 — пом. 2 травня 2015) — молодший сержант 2-го батальйону спеціального призначення НГУ «Донбас», учасник російсько-української війни.

## З життєпису
Народився 18 серпня 1987 року в селі Грудки Камінь-Каширського району Волинської області. Закінчив 9 класів загальноосвітньої школи, військовий ліцей, в 2009 році — Національну юридичну академію України імені Ярослава Мудрого (нині — Національний юридичний університет імені Ярослава Мудрого, місто Харків).
Мешкав у місті Луцьк Волинської області. До травня 2014 року працював в органах державної виконавчої служби Волинської області: у відділі державної виконавчої служби Луцького районного управління юстиції, остання посада — начальник відділу державної виконавчої служби Рожищенського районного управління юстиції (місто Рожище Волинської області).
У травні 2014 року добровольцем вступив у добровольчий батальйон територіальної оборони «Донбас». Пройшов підготовку в навчальному центрі Національної гвардії України в селі Нові Петрівці Вишгородського району Київської області.
З 2014 року брав участь в антитерористичній операції на Сході України. Служив командиром 3-го відділення 1-го взводу 2-ї роти батальйону спеціального призначення (резервного батальйону) «Донбас» Східного оперативного об'єднання Національної гвардії України (військова частина 3057). Позивний «Чекіст». Брав участь у боях за місто Дебальцеве, за село Широкине Новоазовського (нині — Волноваського) району Донецької області.
Був поранений кулею снайпера в голову 2 травня 2015 року під час виконання службово-бойового завдання в районі ротного опорного пункту № 4017, який розташований на південно-західній околиці села Широкине Новоазовського району. Від отриманого поранення помер у лікарні швидкої медичної допомоги міста Маріуполя.
6 травня 2015 року похований на кладовищі рідного села Грудки. Волиняни зустрічали Героя в останній дорозі на колінах, в Камінь-Каширському оголошено триденну жалобу.
Залишились батьки та сестра.

## Нагороди та вшанування
За особисту мужність і героїзм, виявлені у захисті державного суверенітету та територіальної цілісності України, вірність військовій присязі під час російсько-української війни
- орденом «За мужність» III ступеня (10.6.2015, посмертно).
- У серпні 2015-го за наполяганнями земляків — волонтерів Благодійного фонду «Волинь SOS» — автомобілю, який вони подарували батальйону «Донбас», присвоїли ім'я Івана Сотника.